# Jon Heidenreich
Jon Heidenreich (nascido em 28 de Junho de 1969), mais conhecido pelo seu ring name Heidenreich é um ex-lutador de wrestling profissional estadunidense de ascendência alemã, trabalhando atualmente para a World Wrestling Council e Nu-Wrestling Evolution. Heidenreich é mais conhecido pelas suas aparições na WWE.
Na WWE, foi Campeão de Duplas junto com Road Warrior Animal, derrotando Joey Mercury e Johnny Nitro, no The Great American Bash de 2005. Teve rivalidade com The Undertaker.